# Mociar (sit SCI)
Mociar este un sit de importanță comunitară (SCI) desemnat în scopul protejării biodiversității și menținerii într-o stare de conservare favorabilă a florei spontane și faunei sălbatice, precum și a habitatelor naturale de interes comunitar aflate în arealul zonei protejate. Acesta este situat în centrul Transilvaniei, pe teritoriul județului Mureș./

## Localizare
Aria naturală se află în partea central-nordică a județului Mureș, pe teritoriul administrativ al orașului Reghin și pe cele ale comunelor Beica de Jos, Gurghiu, Hodac, Ibănești, Ideciu de Jos, Petelea și Solovăstru Aceasta este străbătută de drumul județean DJ153, care leagă satul Gurghiu de Iernuțeni.

## Înființare
Zona a fost declarată sit de importanță comunitară prin Ordinul nr. 2.387 din 29 septembrie 2011 (pentru modificarea Ordinului ministrului mediului și dezvoltării durabile nr. 1.964/2007 privind instituirea regimului de arie naturală protejată a siturilor de importanță comunitară, ca parte integrantă a rețelei ecologice europene Natura 2000 în România). Situl se întinde pe o suprafață de 3.943,9 hectare și include rezervațiile naturale Pădurea Mociar și Poiana cu narcise Gurghiu.

## Biodiversitate
Situl reprezintă o zonă naturală (păduri de foioase, păduri în tranziție, pășuni, râuri, terenuri arabile cultivate și pajiști) încadrată în bioregiunea continentală din bazinului inferior al râului Gurghiu. Acesta protejază patru tipuri de habitate naturale: Păduri dacice de stejar și carpen, Păduri de fag de tip Asperulo-Fagetum, Păduri de stejar cu carpen de tip Galio-Carpinetum și Vegetație de silvostepă eurosiberiană cu Quercus spp., care adăpostesc și asigură condiții de viețuire unor specii rare de amfibieni și insecte.

### Faună
La baza desemnării sitului se află câteva specii faunistice enumerate în anexa I-a a Directivei Consiliului European 92/43/CE din 21 mai 1992 (privind conservarea habitatelor naturale și a speciilor de faună și floră sălbatică) și aflate pe lista roșie a IUCN; astfel: tritonul cu creastă (Triturus cristatus), tritonul comun transilvănean (Triturus vulgaris ampelensis), gândacul sihastru (Osmoderma eremita) și cosaș, un ortopter din specia Isophya stysi.

### Floră
Flora sitului este una diversă și are în componență arbori și arbusti cu specii de: stejar (Quercus robur), frasin (Fraxinus excelsior), carpen (Carpinus betulus), plop tremurător (Populus tremula), carpen (Carpinus betulus), alun (Corylus avellana), lemnul câinelui (Ligustrum vulgare), sânger (Cornus sanguinea), păducel (Crataegus monogyna), porumbar (Prunus spinosa), zmeur (Rubus idaeus), mur (Rubus fruticosus), măceș (Rosa canina).
La nivelul ierburilor vegetează mai multe rarități floristice; printre care: laleaua pestriță (Fritillaria meleagris), narcisa (Narcissus stellaris), piciorul cocoșului (Ranunculus repens), bulbucul (Caltha palustris), floarea-cucului (Lychnis flos-cuculi), stupitu cucului (Cardamine pratensis), calcea calului (Caltha palustris), iarba-câmpului (Agrostis stolonifera), spetează (Juncus effusus), pipirig (Juncus efussus), firuță (Poa pratensis), păiuș roșu (Festuca rubra) și rogozuri (cu specii de: Carex brizoides și Carex lasiocarpa).

## Căi de acces
- Drumul național DN16, pe ruta: Cluj Napoca - Zorenii de Vale - Cămărașu - Silivașu de Câmpie, Bistrița-Năsăud - Urmeniș - Fărăgău -  Reghin - drumul județean DJ153C în direcția Gurghiu.

## Monumente și atracții turistice
În vecinătatea sitului se află mai multe obiective de interes istoric, cultural și turistic (lăcașuri de cult, cetăți, castele, situri arheologice, arii naturale); astfel:

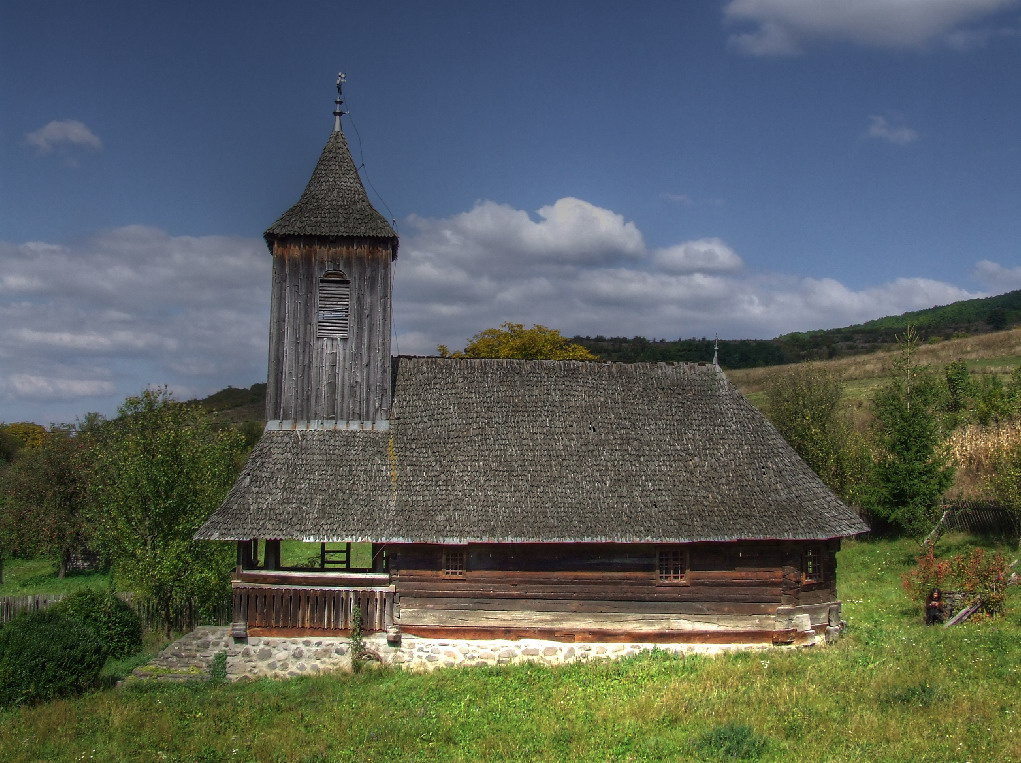
Biserica de lemn „Sfântul Nicolae” din Nadășa

- Ansamblul bisericii evanghelice fortificate din Reghin alcătuit din clădirea bisericii evanghelice (cod LMI MS-II-m-A-15761.01) și casa parohială (cod LMI MS-II-m-A-15761.02).
- Biserica de lemn „Sfântul Nicolae” din Reghin. Aceasta datează din anul 1725 și se află pe lista monumentelor istorice.
- Biserica de lemn „Sfântul Nicolae” din Beica de Jos ridicată în anul 1818, monument istoric.
- Biserica de lemn „Sfântul Nicolae” din Nadășa, monument istoric de secol XVIII.
- Biserica de lemn „Sfântul Nicolae” din Lăpușna, construcție 1779, monument istoric.
- Biserica reformată, construcție 1756 și Biserica romano-catolică din satul Gurghiu.
- Așezarea romană romană de la Gurghiu (Epoca romană).
- Situl arheologic de la Gurghiu (cetăți medievale din sec. XIV; Epoca medievală).
- Fabrica de porțelan din Gurghiu, construcție secolul al XVII-lea, monument istoric (cod LMI MS-II-a-A-15691).
- Ansamblul castelului Bornemisza (Castelul Bornemisza, parcul dendrologic, Capela Rakoczi și turnul), construcție sec. XVIII-XIX, monument istoric (cod LMI MS-II-a-A-15692).